# Abderrazak Hamed-Allah
Abderrazak Hamdallah (en arabe : عبد الرزاق حمد الله), plus couramment appelé Hamed-Allah, né le 17 décembre 1990 à Safi (Maroc), est un footballeur international marocain évoluant au poste d'avant-centre à Al-Shabab FC.
Formé à l'OC Safi, il finit meilleur buteur du championnat marocain en 2013 avant de s'engager à Aalesunds FK. Il y reste une saison avant de prendre son départ pour le Guangzhou FC en Chine, club dans lequel il termine la saison 2014-2015 en tant que vice-meilleur buteur de la saison. En 2015, il s'engage à l'El Jaish SC au Qatar et remporte la Coupe du Qatar en tant que meilleur buteur de la saison. Transféré à l'Al-Rayyan SC en 2017, il bat le record du plus grand nombre de buts inscrits en une saison avec le club. Un an plus tard, il signe à Al-Nassr Riyad en Arabie saoudite, remporte le championnat en 2019 et remporte la Supercoupe d'Arabie saoudite à deux reprises. Il y bat également le record du meilleur buteur de l'histoire du championnat saoudien.
Il fait ses débuts internationaux en 2013 avec l'équipe du Maroc sous Rachid Taoussi, prenant part à la CAN 2013 et la Coupe du monde 2022.

## Biographie

### Carrière en club

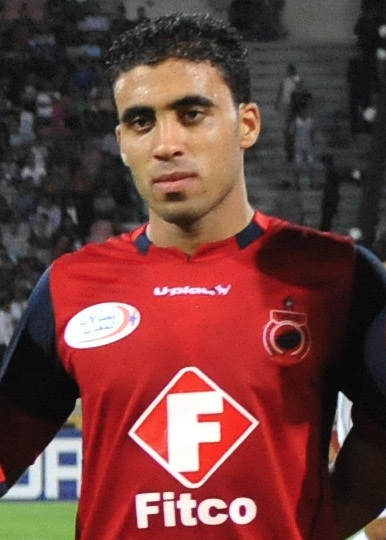
Hamdallah (ici en 2012) commence sa carrière à l'OC Safi.

#### Formation et Début à l'Olympique de Safi (2006-2013)
Abderrazak Hamed Allah commence sa carrière professionnelle au sein de son club formateur, l'Olympique de Safi, lors de la saison 2010-2011. Meilleur buteur de la Botola en 2012-2013 avec 15 buts inscrits, Abderrazak réussit à devenir le meilleur buteur du championnat alors qu'il n'a disputé qu'une demi saison, puisqu'il est transféré par la suite au club norvégien d'Aalesunds FK. 
Il est considéré comme l'un des meilleurs jeunes joueurs de l'Olympique de Safi, les supporters lui disent « Thanks for all goleador Hamed Allah » : « Merci pour tous les buts Hamed Allah ».

#### Départ vers Aalesunds FK (2013-2014)
En février 2013, Abderrazak Hamed Allah est transféré au club norvégien d'Aalesunds FK pour 1 million d'euros et devient le deuxième meilleur buteur de la Tippeligaen en inscrivant 15 buts. 
Il est alors courtisé par le FC Copenhague, mais il quittera l'Europe pour la Chine en signant au Guangzhou R&F.

#### L'apogée au Guangzhou R&F (2014-2015)
En février 2014, Abderrazak Hamed Allah signe un contrat de quatre ans au club chinois du Guangzhou R&F FC, pour un montant estimé à 4,8 millions d'euros. Hamed Allah a des difficultés lors de son premier match qui a lieu lors de la deuxième journée de la Super League Chinoise. Par la suite, il inscrit par deux fois un triplé, lors de la troisième journée face au club de Shanghai Shenxin, puis lors de la quatrième journée face à l'équipe de Hangzhou  Greentown. Il inscrit ensuite un doublé lors de la sixième journée de la Super League Chinoise.
Le 9 mai 2014, Hamed Allah marque l'unique but lors du derby face à Guangzhou Evergrande, et permet à son équipe de se classer troisième de la Super Ligue Chinoise après son retour d'une blessure à l'entraînement qui le prive de trois matchs.
Le 26 juillet, Hamed Allah marque un doublé face au Tianjin TEDA mais son club s'incline tout de même 3 buts à 2. Le 26 octobre, Hamed Allah inscrit à nouveau un doublé et réalise trois passes décisives face au club du Harbin Yiteng et se voit nommé homme du match.
Grâce à Hamed Allah, le Guangzhou R&F FC se classe troisième du championnat, probablement le meilleur classement du club en championnat et se qualifie pour la Ligue des champions de l'AFC. Hamed Allah réalise une belle saison à titre personnel avec son club, puisqu'il termine deuxième meilleur buteur du championnat avec 22 buts et troisième meilleur passeur du championnat avec dix réalisations. Hamed Allah n'avait jamais marqué autant de buts en championnat, puisqu'il avait inscrit seulement 15 buts avec l'Olympique de Safi et l'Aalesunds FK.

#### Autres succès avec El Jaish (2015-2017)
Abderrazak Hamed Allah est transféré à El Jaish SC qui évolue en première division qatarienne pour un montant de transfert de 5 millions d'euros. Il marque dès la première journée contre Al Ahli SC.
Hamdallah termine meilleur buteur du championnat avec 21 buts.Il emporte aussi le prix du meilleur buteur de la coupe du Qatar qu'il a gagné avec son club.
Dans un match de la phase des groupes en l'AFC, il inscrit un but et fait une passe pour un autre pour conduire son club à gagner face Al Ain Club (2-1). Dans le match retour contre le même club, il refait la même prestation en marquant et en passant ce qui aide son club à remporter le match (2-1). Le 17 mai 2016, Hamdallah marque son cinquième but en Ligue des champions lors d'un match aller du tour des 16 qui a opposé son club à Lekhwiya et qui a fini sur le score de 4-0.
Abderrazak a dépassé son record de nombres de buts par saison qui était de 26 avec Guangzhou R&F FC en inscrivant 29 buts avec El Jaish SC. Il est ainsi nommé pour le prix du meilleur joueur du championnat du Qatar.

#### Records mondial avec Al-Nassr (2018-2021)
Le Marocain, Abderrazak Hamed Allah, l'attaquant d'Al-Nasr, est toujours l'attaquant le plus en vue sur la scène asiatique, jusqu'à ce qu'il réalise de nombreux records historiques depuis son transfert dans l'équipe à l'été de 2018 par Al Rayyan du Qatar.
Hamdallah s'est remarquablement distingué depuis qu'il a rejoint Al Nasr et a présenté un niveau distingué dans tous les tournois auxquels il a participé avec le mondial, où il a contribué à la victoire au championnat de la Ligue 2019 et à la Super Coupe.
Abderrazak  été le meilleur buteur de la Ligue saoudienne au cours des deux dernières saisons, où il a réussi à marquer 34 buts lors de la saison 2018-2019 et 29 buts lors de la saison 2019-2020.
Aucun joueur Nasrawi n'a pu remporter le titre de meilleur buteur de la ligue pendant deux saisons consécutives, puisque la légende de la victoire, Majid Abdullah, a réalisé cet exploit pendant trois saisons consécutives de 1979 à 1981.
Hamdallah a un pourcentage de score unique, car aucun joueur n'a marqué 34 buts en une saison, depuis que le système de professionnalisation a été approuvé pour la saison 2008-2009.
Hamdallah a également la plus longue séquence de buts de la Ligue professionnelle saoudienne, en marquant 13 matches consécutifs et a pu remporter le prix du meilleur buteur de King's Cup la saison dernière, après avoir marqué 14 buts.
Hamdallah, 30 ans, a remporté le prix du meilleur buteur de la Ligue des champions de l'AFC dans la version récemment terminée avec 7 buts, bien qu'il soit à égalité avec le junior brésilien Negrao, l'attaquant sud-coréen d'Ulsan Hyundai, mais il a remporté le prix parce qu'il a joué moins de minutes et est devenu le premier acteur marocain à réaliser cet exploit . Également la meilleure séquence de buts lors de matches consécutifs de la Ligue des champions de l'AFC, avec 9 matches, à égalité avec le Brésilien Hulk.
En tout, Hamdallah a disputé 108 matchs avec Al-Nasr, marquant 115 buts.

### Carrière internationale
Lors de son premier match avec l'équipe du Maroc des Locaux, il marque son premier but face au Niger à El Jadida, au bout de seulement 2 minutes, après une mauvaise relance du gardien (victoire 3-0).
Abderrazak Hamed Allah fait ses débuts en sélection lors d'un match amical qui oppose la sélection marocaine à la sélection du Burkina Faso. Il marque son premier but sur penalty et délivre une passe décisive face à la Tanzanie (victoire 2-1).
Après plusieurs appels de l’entraîneur Badou Zaki pour disputer les matchs amicaux pour la préparation de la CAN 2015, il revient le 9 octobre 2014 avec la sélection marocaine en marquant un triplé face à la République centrafricaine.
Il est appelé en juin 2019 par Hervé Renard pour participer au stage préparatoire de la Can 2019 (Égypte). Hamdallah quitta soudainement le stage préparatoire de la can, à la suite d'altercations avec des joueurs de l'équipe nationale.
Il prend sa retraite internationale le 11 novembre 2019. Après plusieurs mois, Abderrazak retire cette affirmation de sa page Instagram et laisse le doute régner sur son parcours avec l'équipe du Maroc.
Le 1er octobre 2020, le dossier est clos par le sélectionneur marocain Vahid Halilhodzic qui confirme que le joueur refuse d'être sélectionné avec l'équipe nationale.
Le 10 novembre 2022, il figure officiellement dans la liste des 26 joueurs sélectionnés par Walid Regragui pour prendre part à la Coupe du monde 2022 au Qatar.

## Statistiques

### Statistiques en club
| Saison                | Club                  | Championnat                      | Championnat | Championnat | Coupe(s) nationale(s) | Coupe(s) nationale(s) | Compétition(s) continentale(s) | Compétition(s) continentale(s) | Compétition(s) continentale(s) | Maroc | Maroc | Total | Total |
| Saison                | Club                  | Division                         | M.          | B.          | M.                    | B.                    | Comp.                          | M.                             | B.                             | M.    | B.    | M.    | B.    |
| 2010-2011             | Olympique de Safi     | Botola                           | 9           | 0           | 1                     | 0                     | -                              | -                              | -                              | -     | -     | 10    | 0     |
| 2011-2012             | Olympique de Safi     | Botola                           | 28          | 15          | 2                     | 0                     | -                              | -                              | -                              | -     | -     | 30    | 15    |
| 2012-2013             | Olympique de Safi     | Botola                           | 18          | 15          | 3                     | 2                     | -                              | -                              | -                              | 2     | 1     | 23    | 18    |
| Sous-total            | Sous-total            | Sous-total                       | 55          | 30          | 6                     | 2                     | -                              | -                              | -                              | 2     | 1     | 63    | 33    |
| 2013                  | Aalesunds FK          | Tippeligaen                      | 27          | 15          | 3                     | 4                     | -                              | -                              | -                              | 5     | 1     | 35    | 20    |
| Sous-total            | Sous-total            | Sous-total                       | 27          | 15          | 3                     | 4                     | -                              | -                              | -                              | 5     | 1     | 35    | 20    |
| 2014                  | Guangzhou R&F FC      | Chinese Super League             | 22          | 22          | 1                     | 0                     | -                              | -                              | -                              | 2     | 0     | 25    | 22    |
| 2015                  | Guangzhou R&F FC      | Chinese Super League             | 4           | 3           | -                     | -                     | AFC                            | 3                              | 1                              | 5     | 5     | 12    | 9     |
| 2015-2016             | El Jaish SC           | Championnat du Qatar de football | 24          | 21          | 2                     | 2                     | AFC                            | 5                              | 4                              | 1     | 1     | 32    | 28    |
| Sous-total            | Sous-total            | Sous-total                       | 26          | 25          | 1                     | 0                     | -                              | 3                              | 1                              | 7     | 5     | 37    | 31    |
| Total sur la carrière | Total sur la carrière | Total sur la carrière            | 108         | 70          | 10                    | 6                     | -                              | 3                              | 1                              | 14    | 7     | 135   | 84    |

### Statistiques en sélection
| Matches internationaux de Hamdallah | Matches internationaux de Hamdallah | Matches internationaux de Hamdallah             | Matches internationaux de Hamdallah | Matches internationaux de Hamdallah | Matches internationaux de Hamdallah | Matches internationaux de Hamdallah      | Matches internationaux de Hamdallah |
| 0                                   | Date                                | Lieu                                            | Adversaire                          | Score                               | Résultats                           | Compétitions                             |                                     |
| ----------------------------------- | ----------------------------------- | ----------------------------------------------- | ----------------------------------- | ----------------------------------- | ----------------------------------- | ---------------------------------------- | ----------------------------------- |
| 1                                   | 29 février 2012                     | Grand Stade de Marrakech, Marrakech, Maroc      | Burkina Faso                        | —                                   | 2-0                                 | Match amical                             |                                     |
| 2                                   | 14 novembre 2012                    | Stade Mohammed-V, Casablanca, Maroc             | Togo                                | —                                   | 0-1                                 | Match amical                             |                                     |
| 3                                   | 8 janvier 2013                      | Rand Stadium (en), Johannesburg, Afrique du Sud | Zambie                              | —                                   | 0-0                                 | Match amical                             |                                     |
| 4                                   | 12 janvier 2013                     | Rand Stadium (en), Johannesburg, Afrique du Sud | Namibie                             | —                                   | 2-1                                 | Match amical                             |                                     |
| 5                                   | 8 juin 2013                         | Grand Stade de Marrakech, Marrakech, Maroc      | Tanzanie                            | 1-0                                 | 2-1                                 | Éliminatoires Coupe du monde 2014        |                                     |
| 6                                   | 15 juin 2013                        | Grand Stade de Marrakech, Marrakech, Maroc      | Gambie                              | —                                   | 2-0                                 | Éliminatoires Coupe du monde 2014        |                                     |
| 7                                   | 14 août 2013                        | Stade Ibn Batouta, Tanger, Maroc                | Burkina Faso                        | —                                   | 1-2                                 | Match amical                             |                                     |
| 8                                   | 6 juin 2014                         | Stade Lokomotiv, Moscou, Russie                 | Russie                              | —                                   | 2-0                                 | Match amical                             |                                     |
| 9                                   | 9 octobre 2014                      | Grand Stade de Marrakech, Marrakech, Maroc      | Centrafrique                        | 1-0                                 | 4-0                                 | Match amical                             |                                     |
| 9                                   | 9 octobre 2014                      | Grand Stade de Marrakech, Marrakech, Maroc      | Centrafrique                        | 2-0                                 | 4-0                                 | Match amical                             |                                     |
| 9                                   | 9 octobre 2014                      | Grand Stade de Marrakech, Marrakech, Maroc      | Centrafrique                        | 4-0                                 | 4-0                                 | Match amical                             |                                     |
| 10                                  | 13 octobre 2014                     | Grand Stade de Marrakech, Marrakech, Maroc      | Kenya                               | —                                   | 3-0                                 | Match amical                             |                                     |
| 11                                  | 13 novembre 2014                    | Stade Adrar, Agadir, Maroc                      | Bénin                               | 2-0                                 | 6-1                                 | Match amical                             |                                     |
| 11                                  | 13 novembre 2014                    | Stade Adrar, Agadir, Maroc                      | Bénin                               | 5-1                                 | 6-1                                 | Match amical                             |                                     |
| 12                                  | 16 novembre 2014                    | Stade Adrar, Agadir, Maroc                      | Zimbabwe                            | —                                   | 2-1                                 | Match amical                             |                                     |
| 13                                  | 28 mars 2015                        | Stade Adrar, Agadir, Maroc                      | Uruguay                             | —                                   | 0-1                                 | Match amical                             |                                     |
| 14                                  | 12 juin 2015                        | Stade Adrar, Agadir, Maroc                      | Libye                               | —                                   | 1-0                                 | Qualifications à la Coupe d'Afrique 2017 |                                     |
| 15                                  | 9 octobre 2015                      | Stade Adrar, Agadir, Maroc                      | Côte d'Ivoire                       | —                                   | 0-1                                 | Match amical                             |                                     |
| 16                                  | 12 octobre 2015                     | Stade Adrar, Agadir, Maroc                      | Guinée                              | —                                   | 1-1                                 | Match amical                             |                                     |
| 17                                  | 12 juin 2019                        | Grand Stade de Marrakech, Maroc                 | Gambie                              | —                                   | 0-1                                 | Match amical                             |                                     |
| 18                                  | 17 novembre 2022                    | Stade de Sharjah, Sharjah, Emirats arabes unis  | Géorgie                             | —                                   | 3-0                                 | Match amical                             |                                     |
| 19                                  | 23 novembre 2022                    | Stade Al-Bayt, Al-Khor, Qatar                   | Croatie                             | —                                   | 0-0                                 | Coupe du monde 2022                      |                                     |
| 20                                  | 27 novembre 2022                    | Stade Al-Thumama, Doha, Qatar                   | Belgique                            | —                                   | 0-2                                 | Coupe du monde 2022                      |                                     |
| 21                                  | 1er décembre 2022                   | Stade Al-Thumama, Doha, Qatar                   | Canada                              | —                                   | 2-1                                 | Coupe du monde 2022                      |                                     |
| 22                                  | 14 décembre 2022                    | Stade Al-Bayt, Al-Khor, Qatar                   | France                              | —                                   | 2-0                                 | Coupe du monde 2022                      |                                     |

## Palmarès
| Al-Nassr Riyad (3) : | Ittihad FC (2) : | El Jaish SC (1) : | Al-Rayyan SC (1) :                                                                                      |
| --- | --- | --- | --- |
| - Championnat d'Arabie saoudite (1) - Champion en 2019 - Vice-champion en 2020 - Coupe du Roi d'Arabie saoudite - Finaliste en 2020 - Supercoupe d'Arabie saoudite (2) - Vainqueur en 2019, 2020 | - Championnat d'Arabie saoudite (1) - Champion en 2023 - Vice-champion en 2022 - Supercoupe d'Arabie saoudite (1) - Vainqueur en 2022 - Finaliste en 2023 | - Championnat du Qatar - Vice-champion en 2016 - Coupe Crown Prince de Qatar (1) - Vainqueur en 2016 - Finaliste en 2017 | - Coupe Sheikh Jassem du Qatar (1) - Vainqueur en 2018 - Coupe des Étoiles du Qatar - Finaliste en 2018 |

### Distinctions personnelles
- Meilleur buteur du Championnat du Maroc 2013 (15 buts)
- Meilleur joueur de la saison 2014 d'Aalesunds FK
- Meilleur buteur du Coupe du Qatar: 2015–16
- Meilleur buteur du Championnat du Qatar: 2015–16 (21 buts)
- Meilleur buteur du Coupe du Roi d'Arabie Saoudite: 2018–19 (14 buts)
- Meilleur passeur du championnat d'Arabie Saoudite : 2018–19 (9 passes)
- Meilleur buteur du championnat d'Arabie Saoudite (3) : 2018–19 (34 buts) Record, 2019–20 (29 buts) et 2022–23 (21 buts)
- Meilleur buteur de la Ligue des champions de l'AFC 2020 (7 buts).
- Joueur du mois du Championnat d'Arabie Saoudite (5) : décembre 2018, mars 2019, avril 2019, août 2020 et Février 2022
- Meilleur Joueur du championnat d'Arabie Saoudite en 2018–19
- Meilleur joueur de la saison 2019 d'Al-Nassr Riyad
- "Globe Soccer Awards" Meilleur joueur arabe du monde : 2019[7]
- IFFHS Meilleur buteur du monde : 2019[8]
- Membre d'équipe-type de la Ligue des champions de l'AFC 2016 et 2020[9]

## Décorations
- Officier de l'ordre du Trône — Le 20 décembre 2022, il est décoré officier de l'ordre du Wissam al-Arch[10] — ordre du Trône[11] — par le roi Mohammed VI au Palais royal de Rabat[12].

### Documentaires et interviews
- [vidéo] (ar) Série télévisée Dreamers diffusé en exclusivité sur Arryadia à partir du 6 juin 2023[13]